# Steyr ACR
Le Steyr ACR est un prototype de fusil d'assaut lanceur de fléchettes conçu pour le programme Advanced Combat Rifle de l'US Army en 1989/90. Même si le concept de Steyr s'est révélée effectif, comme la plupart des armes présentées, le programme entier se termina sans qu'aucun des participants n'arrive dépasser les performances du M16A2, le critère principal du programme.

## Description
Le Steyr ACR a quelques ressemblances superficielles avec le Steyr AUG, mais il est plus rond et le canon est recouvert sur pratiquement toute sa longueur, contrairement à l'AUG. L'ACR reprend la configuration bullpup de l'AUG avec un chargeur de 24 munitions situé en bout de crosse. La chambre est située plus en avant que le magasin, juste sous le réticule de visée, afin de l'ouvrir pour la nettoyer. Une lunette de visée est incluse en série.

## Munition et action
Les munitions de l'ACR sont uniques, et la partie la plus intéressante de l'arme. Chaque fléchette, faite d'acier avec quatre ailerons, est emballée avec de la poudre explosive et quatre sabots en plastique dans un cylindre en plastique, recouvert du produit d'ignition à l'arrière de l'ensemble. Le tout pèse moins de la moitié de la cartouche standard 5.56x45MM OTAN.
Le mécanisme de mise à feu est également unique : au lieu d'amener les cartouches dans la chambre, c'est la chambre qui descend pour remonter la cartouche. Après avoir tiré, les gaz poussent la chambre vers le bas, où une cartouche est amenée dans la chambre depuis le chargeur situé à l'arrière, ce qui pousse la douille vers le port d'éjection à l'avant. Des ressorts relèvent alors la chambre en position initiale, où elle est maintenue dans un bloc fixe. Le chien est fixé au-dessus de la chambre, il déclenche le produit d'ignition en passant à travers un petit trou. La chambre en temps normal est positionnée en bas, la gâchette déclenche les ressorts qui la font monter en position pour tirer.

## Tests
Durant les tests, l'arme se comporta bien, et seulement deux problèmes furent identifiés. Primo, les emballages plastiques des cartouches ne se comportaient pas de manière uniforme, avec des répercussions sur la balistique. C'était considéré comme un problème mineur, qui aurait pu être facilement résolu par la suite grâce à de meilleurs matériaux et des contrôles de qualités. Le second problème était plus difficile à résoudre : quand les sabots quittaient le canon, ils allaient toujours assez vite et pouvaient rebondir (en tir allongé), présentant un danger pour le tireur ou ses compagnons. Il y avait probablement d'autres problèmes liés au système d'éjection de la cartouche vers le bas, pouvant provoquer des brulures au poignet du tireur.